# Jürgen Sobieray
Jürgen Sobieray (* 2. November 1950 in Gelsenkirchen; † 26. März 2021 in Dorsten) war ein deutscher Fußballspieler. Er wurde meist in der Abwehr eingesetzt.

## Karriere
Das Defensivtalent des VfL Resse 08 wurde bereits 1966 in der Schülernationalmannschaft des DFB in den zwei Länderspielen gegen England am 30. April (1:2) und am 2. Mai (0:1) in London und York eingesetzt und lernte da schon seinen späteren Schalker Mitspieler Klaus Scheer kennen. Mit der Jugendnationalmannschaft nahm er im Mai am UEFA-Juniorenturnier 1969 in der DDR teil. Er absolvierte alle drei Gruppenspiele gegen Bulgarien (0:1), Frankreich (0:1) und Spanien (2:1), wo auch Rolf Rüssmann, Paul Breitner, Uli Hoeneß, Klaus Beverungen und Klaus Scheer zur Mannschaft von DFB-Trainer Udo Lattek gehörten.
Sobieray spielte ab der Saison 1969/70 für den FC Schalke 04. Er debütierte am 25. Oktober 1969 bei einer 0:3-Auswärtsniederlage gegen Hertha BSC in der Bundesliga, als er in der 67. Minute für Heinz van Haaren durch Trainer Rudi Gutendorf eingewechselt wurde. Dort absolvierte er in zehn Spielzeiten 210 Spiele. 1971 war er in den Bundesliga-Skandal verwickelt. 1972 gehörte er zu der Mannschaft, die den DFB-Pokal gewann und in der Fußball-Bundesliga unter Trainer Ivica Horvat die Vizemeisterschaft errang. Er war dabei in 32 Ligaspielen im Einsatz gewesen und hatte vier Tore erzielt. Sein letztes Bundesligaspiel für Schalke absolvierte Sobieray in der Saison 1978/79, am 34. Rundenspieltag, am 14. Juni 1975 bei einem 3:0-Heimerfolg gegen Tennis Borussia Berlin. Die Abwehr des Gastgebers war in der Formation mit Torhüter Norbert Nigbur, Libero Klaus Fichtel und den Verteidigern Sobieray, Bernd Thiele und Hartmut Huhse dabei aufgelaufen.
Zur Saison 1979/80 wechselte er zum Zweitligisten DSC Wanne-Eickel, für den er 31 Einsätze absolvierte. Unter Trainer Anton Burghardt und neben Mitspielern wie Roland Kosien, Norbert Lücke, Ingo Peter, Peter Wieczorek und Klaus Wischniewski belegte Wanne-Eickel den 11. Rang. Ein Jahr später kehrte Sobieray in die Bundesliga zurück. Bei Borussia Dortmund war er ab der Saison 1980/81 Ergänzungsspieler und kam in zwei Spielzeiten auf 13 Einsätze. Danach wurde er erneut von einem Zweitligaverein verpflichtet. In der Saison 1982/83 spielte er für den TuS Schloß Neuhaus. Sein letztes Pflichtspiel im Profibereich absolvierte er beim Absteiger TuS Schloß Neuhaus am 29. Mai 1983 bei einem 2:2-Auswärtsremis gegen den MSV Duisburg. Insgesamt bestritt Sobieray 223 Erstliga- und 49 Zweitliga-Spiele, in denen er 16 Tore erzielte.
Im September 2001 wurde Jürgen Sobieray vom Landgericht Dortmund wegen Anlagebetrugs zu dreieinhalb Jahren Haft verurteilt.